# Luis Ángel de las Heras Berzal
Luis Ángel de las Heras Berzal CMF (ur. 14 czerwca 1963 w Segowii) – hiszpański duchowny katolicki, biskup Mondoñedo-Ferrol w latach 2016–2020, biskup León od 2020.

## Życiorys

### Prezbiterat
Święcenia kapłańskie otrzymał 29 października 1988. Pracował głównie w placówkach formacyjnych dla przyszłych zakonników. W latach 2007–2012 był wikariuszem, a w latach 2012–2016 przełożonym hiszpańskiej prowincji zakonnej.

### Episkopat
16 marca 2016 papież Franciszek mianował go biskupem ordynariuszem diecezji Mondoñedo-Ferrol. Sakry biskupiej udzielił mu 7 maja 2016 metropolita Santiago de Compostela – arcybiskup Julián Barrio Barrio. 21 października 2020 papież Franciszek przeniósł go na stolicę biskupią León. Ingres do katedry w León odbył 19 grudnia 2020.